# Vendetta (spel)
Vendetta är ett arkadspel från 1991 släppt av Konami. Det handlar precis som föregångarna Renegade och Double Dragon strider mot gatugäng. I Japan är det känt som Crime Fighters 2 vilket antyder att det är en uppföljare till spelet Crime Fighters från 1989.